# Municipio de San Francisco del Rincón
El municipio de San Francisco del Rincón es uno de los 46 municipios en que se encuentra dividido el estado mexicano de Guanajuato. Tiene una extensión territorial de 425.98 km², que representa el 1.39% de la superficie total del estado; colinda al norte con Purísima del Rincón y al oriente con León y Romita; al sur, con Manuel Doblado, y al occidente con Purísima del Rincón.
Se encuentra a 1,750 metros sobre el nivel del mar. Las elevaciones más importantes son el Cerro La Reserva y la Mesa de California. Las principales corrientes de agua son el Santiago, León, Guanajuato, La Loma, Las Conchas y La Barranca; entre los cuerpos de agua más importantes se cuentan las Silva,  y Bordo Blanco. El clima predominante en el municipio es semicálido subhúmedo, con lluvias en verano.
Más del 90 por ciento de sus habitantes practican la religión católica; la oferta educativa está prácticamente cubierta al 100 por ciento con 213 escuelas, desde inicial hasta profesional. El municipio está ampliamente comunicado a través de carreteras, vías férreas y los modernos sistemas de enlace satelital.
El municipio, junto con Purísima del Rincón, León de los Aldama y Silao, conforma la Zona Metropolitana de León ZML, con una población de 1,791,869 habitantes, y la número 6 entre las zonas metropolitanas más grandes de México en términos poblacionales.
Cabe destacar que en el ámbito deportivo la ciudad cuenta con el equipo de fútbol Atlético San Francisco, que milita en la Segunda división mexicana Serie B. pero que ha estado en primera división 'A' mexicana, conocida actualmente como Liga de Ascenso.

## Historia

### Fundación de la ciudad
Fundada el 20 de enero de 1607 por Juan López, Juan Andrés, Andrés López, Lucas Gavilán, Pedro Nicolás, Juan García, Francisco Hernández, Gabriel Francisco, Jerónimo Joseph, Sebastián y Alonso Martín con el nombre San Francisco del Tule, el 6 de septiembre de 1865, por Decreto Imperial de Maximiliano I de México, se le concedió el título de Villa. Dos años después, por Decreto del General León Guzmán, gobernador del Estado de Guanajuato, expedido el 27 de marzo de 1867, se crea el municipio de San Francisco del Rincón, junto con el de Purísima del Rincón, y el 28 de mayo de 1899, por Decreto Constitucional del Estado y siendo gobernador Joaquín González Obregón Junto con Geobani de Jesus.

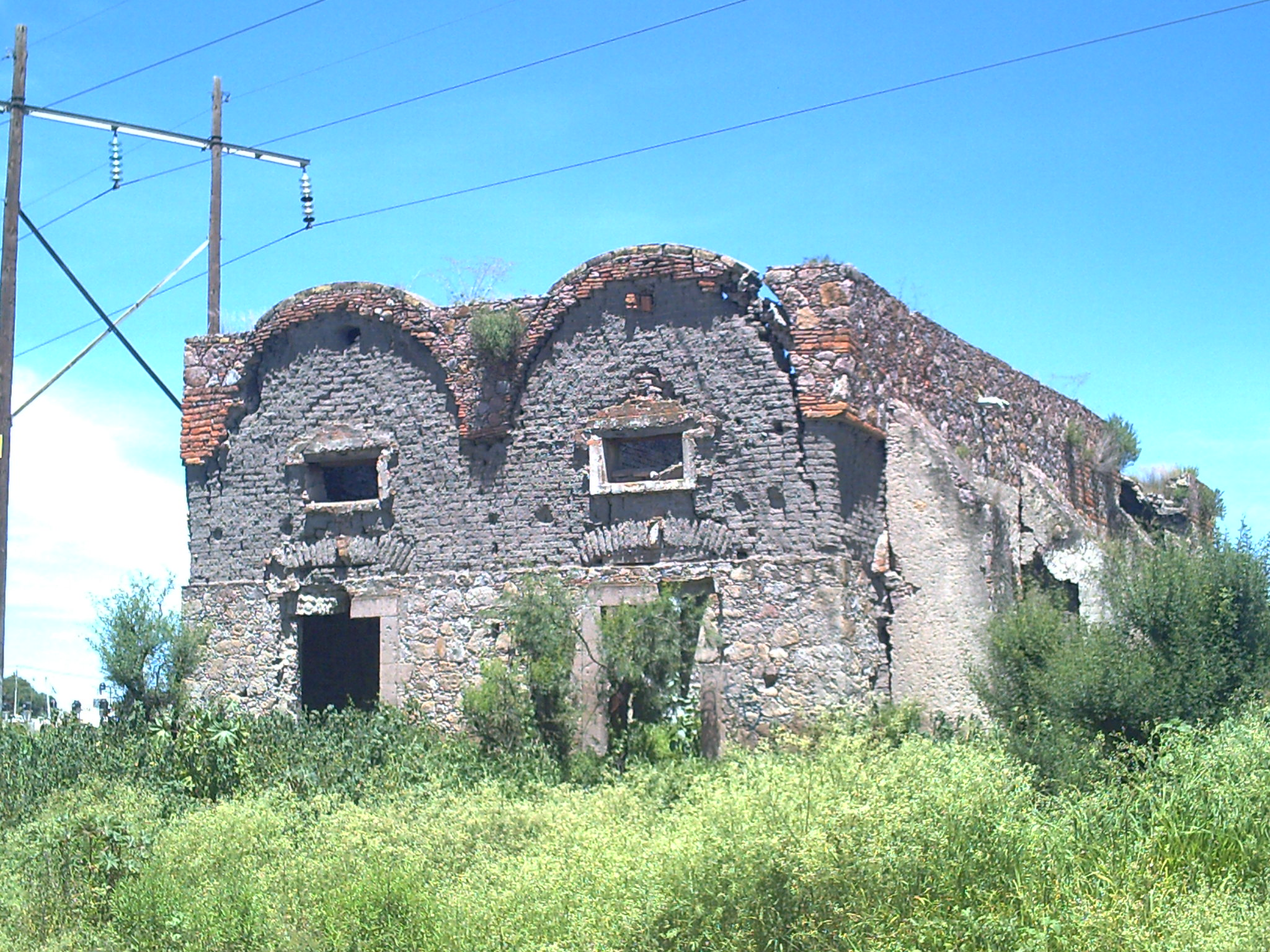
Ex Hacienda de Santiago

El primitivo pueblo del Rincón debió de haberse asentado cerca del ojo de agua de la Hacienda de Santiago, lugar que hasta la fecha existe en la finca de ese nombre. Debido a la cercanía del río, que en época de lluvias se salía de su cauce, el pueblo de San Francisco del Rincón se mudó a lo que hoy es el centro de la ciudad, el 26 de noviembre de 1613. San Francisco del Rincón se fundó como república de indios, con la facultad de elegir a sus propias autoridades para los asuntos internos, pero supeditados política, administrativa y tributariamente primero al Alcalde Mayor de la Villa de Santa María de los Lagos y, posteriormente, a partir de 1629, al de la Villa de San Sebastián de León, situación que prevaleció por más de doscientos años. Durante la larga y poco estudiada etapa virreinal, la historia de San Francisco del Rincón se reduce a la defensa y acrecentamiento de sus tierras y aguas, principalmente con los propietarios de la Hacienda de Santiago, aunque no faltaron los litigios con otros predios circunvecinos, como San Roque y San Germán. Un hecho que turbó la tranquilidad ancestral del Pueblo Grande del Rincón fue el tumulto ocurrido en el año de 1755, cuando los indígenas intentaron desalojar a los españoles que se habían avecinado en el pueblo y se rebelaron en contra de las autoridades leonesas. El tumulto francorrinconés se considera como un antecedente importante de la guerra de Independencia. Desde fines del siglo XVII se inició la construcción del actual templo parroquial, cuya fábrica concluiría en 1783, casi cien años después. Contra lo que se supone generalmente, el templo del Barrio de San Miguel es contemporáneo del parroquial, aunque en ambos casos hubo construcciones anteriores que fueron reemplazadas por las que existen en la actualidad.
Una página triste en la historia de San Francisco del Rincón la constituyen las inundaciones. La primera de la que se tiene alguna referencia documental ocurrió en 1612, cuando la creciente del río les llevó sus sementeras y casas a los indígenas, obligándolos a trasladar su pueblo a un lugar más alto. El 24 de septiembre de 1885 se reventó la presa de la Hacienda de Santiago debido a la abundancia de las lluvias, cuyo aluvión, unido a las aguas ya muy copiosas del río Santiago, inundó toda la población, apegándola y ocasionando la caída de gran número de casas en las calles de Muñoz Ledo, hoy calle Carranza; de Cortazar, hoy Obregón; de Real de León, hoy Madero; Manuel Doblado, Ocampo y Presbítero Márquez, entre otras, con grandes pérdidas para muchos francorrinconenses.
Otras inundaciones importantes fueron las de 1888, 1911, 1914 y 1926, pero la más recordada por los francorrinconenses es la acaecida el domingo 11 de julio de 1976, cuando se desbordó el río Santiago a causa de la rotura de los diques de la presa Las Amapolas, situada en el municipio de San Diego de Alejandría, Jalisco. En algunos lugares el nivel del agua alcanzó metro y medio, y resultaron más afectados los barrios de Santa Rita, San Miguel, del Llano, Guadalupe y Colonia Morelos.

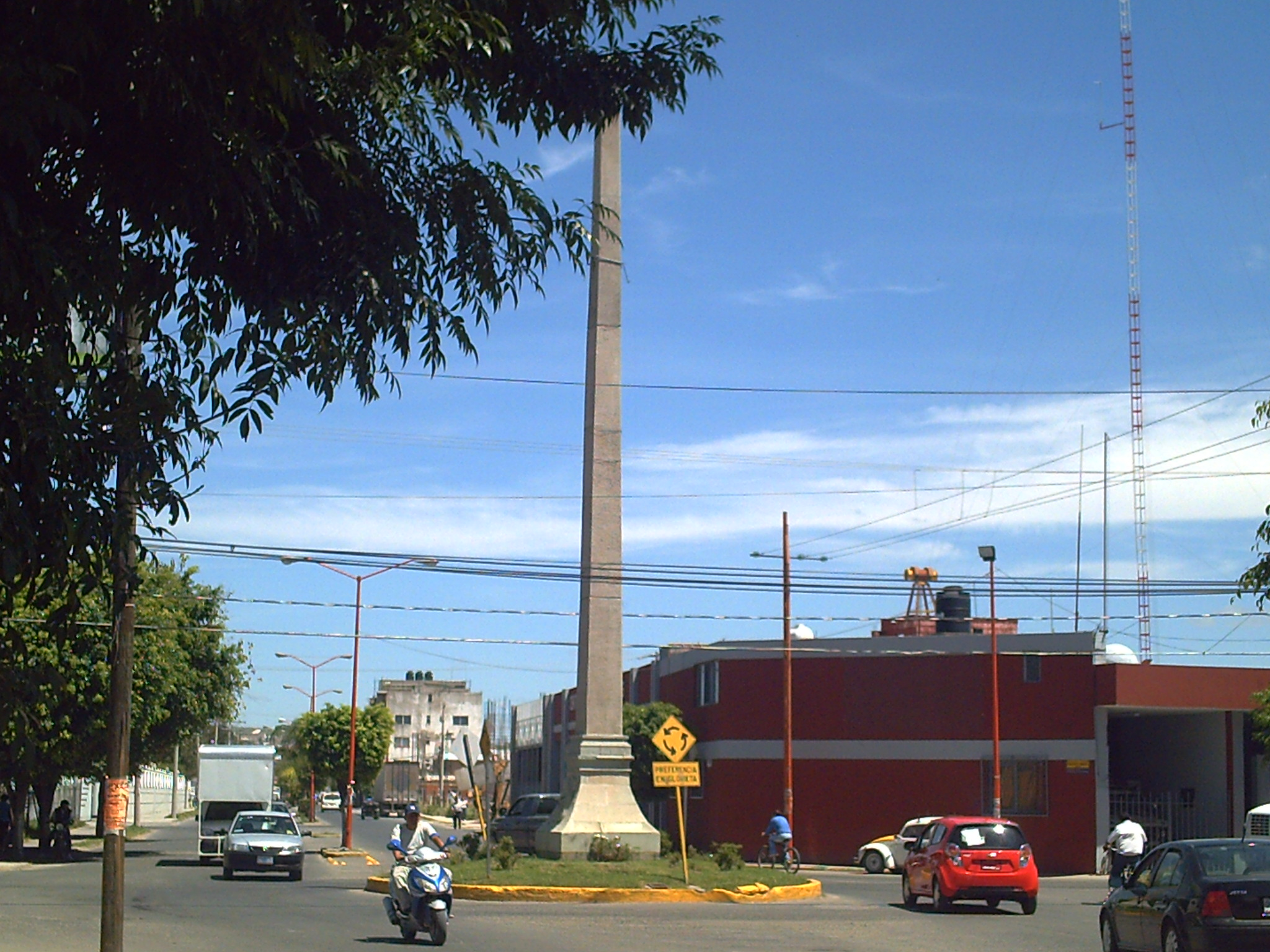
La Estación de Bomberos, otro edificio que ha marcado la historia de la ciudad.

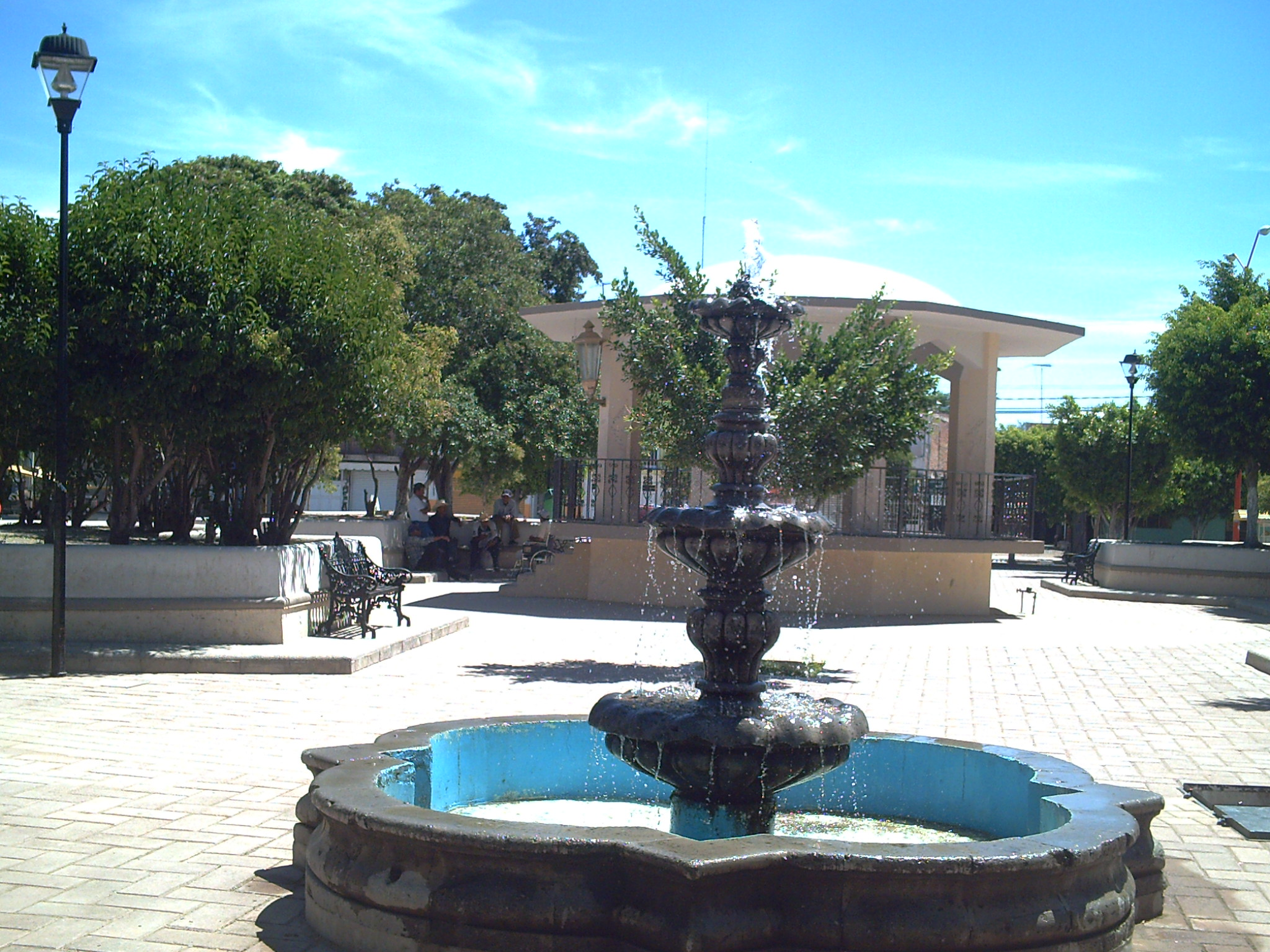
La Plaza de San Miguel

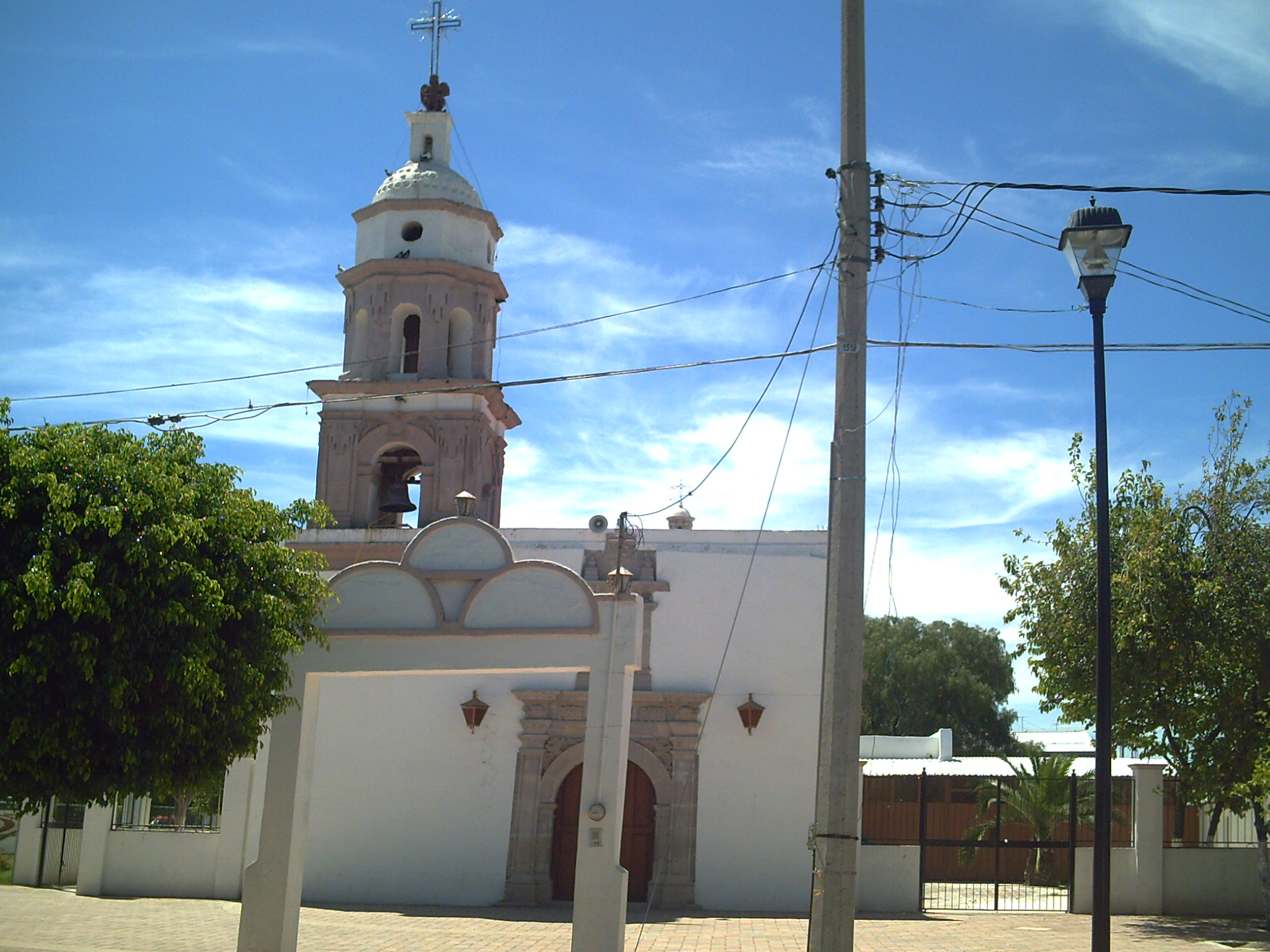
El Templo de San Miguel

Tal vez el episodio revolucionario más importante en San Francisco del Rincón ocurrió el martes 28 de julio de 1914, cuando las huestes de Pascual Orozco y José Pérez Castro saquearon los principales comercios de la localidad y exigieron además un préstamo forzoso de seis mil pesos. Igualmente se tienen noticias de la presencia de villistas a fines de diciembre de 1914. El conflicto cristero tuvo especial relevancia en San Francisco. En esta ciudad se desarrollaron varios eventos de importancia: el 2 de enero de 1926, un grupo de cristeros procedente de San Diego de Alejandría tomaron la ciudad, misma que abandonaron rápidamente ante la presencia de tropas federales. El 25 de febrero de 1927 los cristeros, comandados por Miguel Hernández y el legendario Victoriano Ramírez, alias "El Catorce", atacaron San Francisco del Rincón, y en la refriega murieron el diputado Aurelio Plascencia, su hermano Sergio y varios policías que conformaban la defensa civil de la ciudad. Posiblemente el hecho de armas más notorio sea el protagonizado por el jefe cristero Domingo Anaya, quien tenía su cuartel en la Hacienda de San Isidro, lugar donde perecieron más de un centenar de rebeldes. El último acontecimiento de la Guerra Cristera en la ciudad fue el ataque efectuado por el padre Aristeo Pedroza y por Lauro Rocha el 5 de abril de 1929, y se libró un aguerrido combate en las inmediaciones de lo que hoy es la Colonia Cuauhtémoc.
La construcción del antiguo Palacio Municipal debió iniciarse hacia 1875 y subsistió hasta 1904, año en que cuando menos una parte se derribó para iniciar la construcción del actual, bajo la dirección del distinguido arquitecto inglés Luis Long, mismo que fue inaugurado en 1907, para conmemorar el Tricentenario de la fundación de San Francisco del Rincón. El Jardín Principal, como tal, se empezó a construir en 1888, y por entonces era Jefe Político del Distrito de San Francisco el señor Estanislao Arredondo. El primitivo kiosco se inauguró e1 31 de julio de 1892. El primer mercado de que se tiene noticia fue el llamado mercado General Ramón Corona, inaugurado el 5 de mayo de 1890, bajo la administración del Jefe Político don Jesús P. González. En enero de 1895 se comenzó a construir el mercado Porfirio Díaz, al que posteriormente se le denominó Atanasio Guerrero, y más recientemente el mercado Luis H. Ducoing, inaugurado en 1976. Un aspecto importante de la evolución urbanística de San Francisco del Rincón son sus calles, las cuales tenían nombres como de la Candelaria, Carranza, Santiago, Allende, Arellano, Victoriano Rodríguez, Real de Guadalupe y Álvaro Obregón, entre otras. Una obra trascendente para el desarrollo de San Francisco del Rincón es el llamado Puente de las Ovejas, construido en 1784, principalmente para facilitar la administración espiritual a los feligreses de la Hacienda de Peñuelas.
Los camposantos o cementerios durante la época Colonial se encontraban en los atrios de los templos. Los panteones más famosos en la ciudad han sido: el de San Lorenzo, ubicado en la actual calle Carranza, el del Perulito y el de San Miguel, cuya inauguración fue el 5 de mayo de 1885, y el de San Lorenzo se clausuró definitivamente. Sin duda un aspecto esencial en San Francisco del Rincón es su industria sombrerera, la cual, según recientes investigaciones, se remonta a la época colonial. En 1831 ya producía 2,628 gruesas de sombrero y en su manufactura se empleaban no menos de dos mil personas. En 1851 más de la mitad de la población económicamente activa se dedicaba a la elaboración de sombreros, mismos que se expendían en las ciudades de México, Veracruz, Tehuantepec, Mazatlán, Zacatecas y Aguascalientes, entre otras. La modernización de la industria sombrerera se atribuye a don Donaciano Ramírez, quien en 1894 obtuvo la patente de una máquina especial para coser sombreros. San Francisco del Rincón sigue ocupando el primer lugar nacional como productora de sombreros, aunque esta actividad ya no es la preponderante dentro de la economía francorrinconense, y ha sido desplazada por la fabricación de calzado deportivo. Aunado al auge económico, vino el ascenso político.

## Demografía

### Localidades
En el censo de 2020 el municipio de San Francisco del Rincón contaba con 212 localidades.
| Código INEGI      | Localidad                           | Población (2020) |
| ----------------- | ----------------------------------- | ---------------- |
| 110310001         | San Francisco del Rincón            | 79 772           |
| 110310061         | San Cristóbal                       | 3 579            |
| 110310032         | El Maguey                           | 3 355            |
| 110310065         | San Ignacio de Hidalgo              | 2 620            |
| 110310074         | San Roque de Montes                 | 2 204            |
| 110310035         | El Mezquitillo                      | 2 022            |
| 110310288         | Villa Jardín                        | 1 745            |
| 110310075         | San Roque de Torres                 | 1 483            |
| 110310020         | Barrio de Guadalupe del Mezquitillo | 1 415            |
| 110310024         | Jesús del Monte                     | 1 338            |
| 110310047         | Peñuelas                            | 1 336            |
| 110310016         | Estación de San Francisco           | 1 284            |
| 110310080         | Silva                               | 1 209            |
| 110310272         | La Mezquitera                       | 1 118            |
| Otras localidades | Otras localidades                   | 26 391           |
| Total municipal   | Total municipal                     | 130 871          |

## Gobierno y política
San Francisco del Rincón es uno de los  46 municipios libres pertenecientes al estado de Guanajuato, cuya Constitución Política establece que:
"ARTÍCULO 106. El Municipio Libre, base de la división territorial del Estado y de su organización política y administrativa, es una Institución de carácter público, constituida por una comunidad de personas, establecida en un territorio delimitado, con personalidad jurídica y patrimonio propio, autónomo en su Gobierno Interior y libre en la administración de su Hacienda."
"ARTÍCULO 107. Los Municipios serán gobernados por un Ayuntamiento. La competencia de los Ayuntamientos se ejercerá en forma exclusiva y no habrá ninguna autoridad intermedia entre los Ayuntamientos y el Gobierno del Estado."

A partir de 1986 el poder político en la ciudad se ha compartido entre el Partido Revolucionario Institucional (PRI) y el Partido Acción Nacional (PAN). El siguiente es el cronograma de los presidentes municipales.
| NOMBRE                             | PERIODO   | PARTIDO |
| ---------------------------------- | --------- | ------- |
| Salvador Orozco                    | 1948-1949 |         |
| Luis Rocha López                   | 1950-1951 |         |
| Jesús Guerrero Lira                | 1952-1954 |         |
| Justo González                     | 1954      |         |
| Jesús Reyes                        | 1955      |         |
| Esteban Rocha López                | 1956-1957 |         |
| Miguel Moreno Barajas              | 1958-1960 |         |
| Jesús Aguirre                      | 1961-1963 |         |
| Rafael Aceves Barajas              | 1964-1966 |         |
| Elías Pérez Godínez                | 1967-1969 |         |
| Catarino Luna Ocampo               | 1970-1972 |         |
| Elías Pérez Godínez                | 1973      |         |
| Jesús del Moral                    | 1974-1976 |         |
| Ubaldo Gamiño Órnelas              | 1976      |         |
| Domingo Velázquez                  | 1977-1979 |         |
| Librado Velázquez                  | 1980-1982 |         |
| Elías Pérez Godínez                | 1983-1985 |         |
| Eusebio Moreno                     | 1986-1988 |         |
| Carlos Velázquez Villalpando       | 1989-1991 |         |
| Rogelio Verdín Saldaña. (interino) | 1992-1994 |         |
| Juan Manuel Dávalos Padilla        | 1995-1997 |         |
| Eusebio Moreno                     | 1998-2000 |         |
| Eduardo Ezequiel Arroyo Roldán     | 2000-2003 |         |
| José Velázquez Villalpando         | 2003-2006 |         |
| Antonio Salvador García López      | 2006-2009 |         |
| Jaime Verdín Saldaña               | 2009-2012 |         |
| Javier Casillas Saldaña            | 2012-2015 |         |
| Ysmael López García                | 2015-2018 |         |
| Javier Casillas Saldaña            | 2018-2021 |         |
| Alejandro Antonio Marún González   | 2021-2024 |         |

Cabe mencionar que en este municipio, específicamente en la comunidad de San Cristóbal, se encuentra el rancho Fox, propiedad y domicilio familiar del expresidente de los Estados Unidos Mexicanos, Vicente Fox Quesada.

## Geografía

### Localización geográfica de San Francisco del Rincón
La ciudad de San Francisco del Rincón está situada en la región I, a los 101°51'36", al oeste del meridiano de Greenwich (longitud poniente), y a los 21°01'22" latitud norte. Su altura sobre el nivel del mar es de 1,721 metros. El área del territorio municipal comprende 422 kilómetros cuadrados, equivalentes al 1.40 por ciento de la superficie total del estado. Limita al norte y al este con el municipio de León; al sureste, con el de Romita; al sur, con el de Manuel Doblado y al oeste con el de Purísima del Rincón. El municipio está compuesto por 86 localidades, entre las cuales las más importantes son San Francisco del Rincón, con el 62.5% de la población total del municipio; San Ignacio de Hidalgo, 2.1%; San Roque de Montes, 2%; El Maguey, 1.9%; San Cristóbal, 1.8%; Peñuelas, 1.8%, y San Roque de Torres, 1.8%.

### Topografía y agricultura
En general, el terreno del municipio es plano y las pocas elevaciones que tiene son los cerros y montes, Los Calzones, Los Salados, San Cristóbal y California. La altura promedio de estas elevaciones es de 2,900 metros sobre el nivel del mar.
Los suelos del municipio son de estructura blocosa angular, con una consistencia de firme a muy firme, de textura arcillo limosa a arcillo arenosa, con un pH de 6.8 a 8.9, de origen aluvio coluvial. La tenencia de la tierra está dividida en 17,440 hectáreas de régimen ejidal y 34,330 de pequeña propiedad. El 17.1% de la superficie agrícola es de riego; el 29.2% de temporal, y el 26% de agostadero.

### Clima

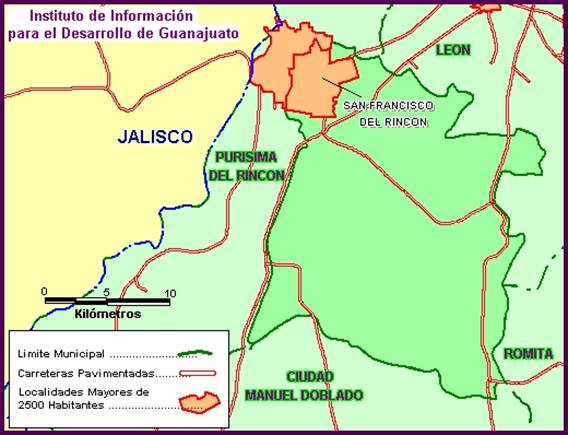
Mancha urbana de San Francisco del Rincón.

En San Francisco del Rincón el clima es templado. Su temperatura máxima es de 37 °C y la mínima es de 0.3 °C; la media anual, de 19.4 °C. La precipitación pluvial anual es de 967 milímetros. La temporada de lluvias comienza en junio, y se prolonga hasta septiembre. El resto de los meses las lluvias tienden a ser escasas.

### Flora y fauna
La flora del municipio está integrada por especies forrajeras, tales como la navajita y el zacatón, el mezquite, la pata de gallo, el popotillo plateado, el búfalo, el tres barbas, el lanudo y el tempranero; además, otras especies como el huizache, el nopal, el gatuño y el largoncillo.
La fauna que predomina incluye roedores como el conejo, la liebre, la ardilla y el tejón; aves locales, como el tordo, la codorniz, el águila, el halcón, el zopilote y el gavilán; herbívoros, como el venado y el ciervo, y aves migratorias durante el invierno, como el pato.

## Escudo

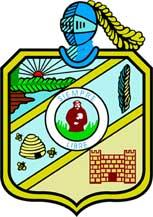

El cerro y el manantial representados en la parte superior izquierda del escudo son elementos propios de paisaje del lugar que, iluminados con un sol naciente, representan la fundación de la ciudad. Al centro se aprecia la figura de San Francisco de Asís, patrono del lugar. La palma localizada en la parte superior derecha simboliza la principal industria del municipio. La colmena en la parte inferior izquierda es signo de la laboriosidad y organización; finalmente, en el extremo inferior derecho, se dibuja una torre que simboliza el municipio. La leyenda "Siempre Libre" representa el espíritu de los lugareños.

## Actividad económica

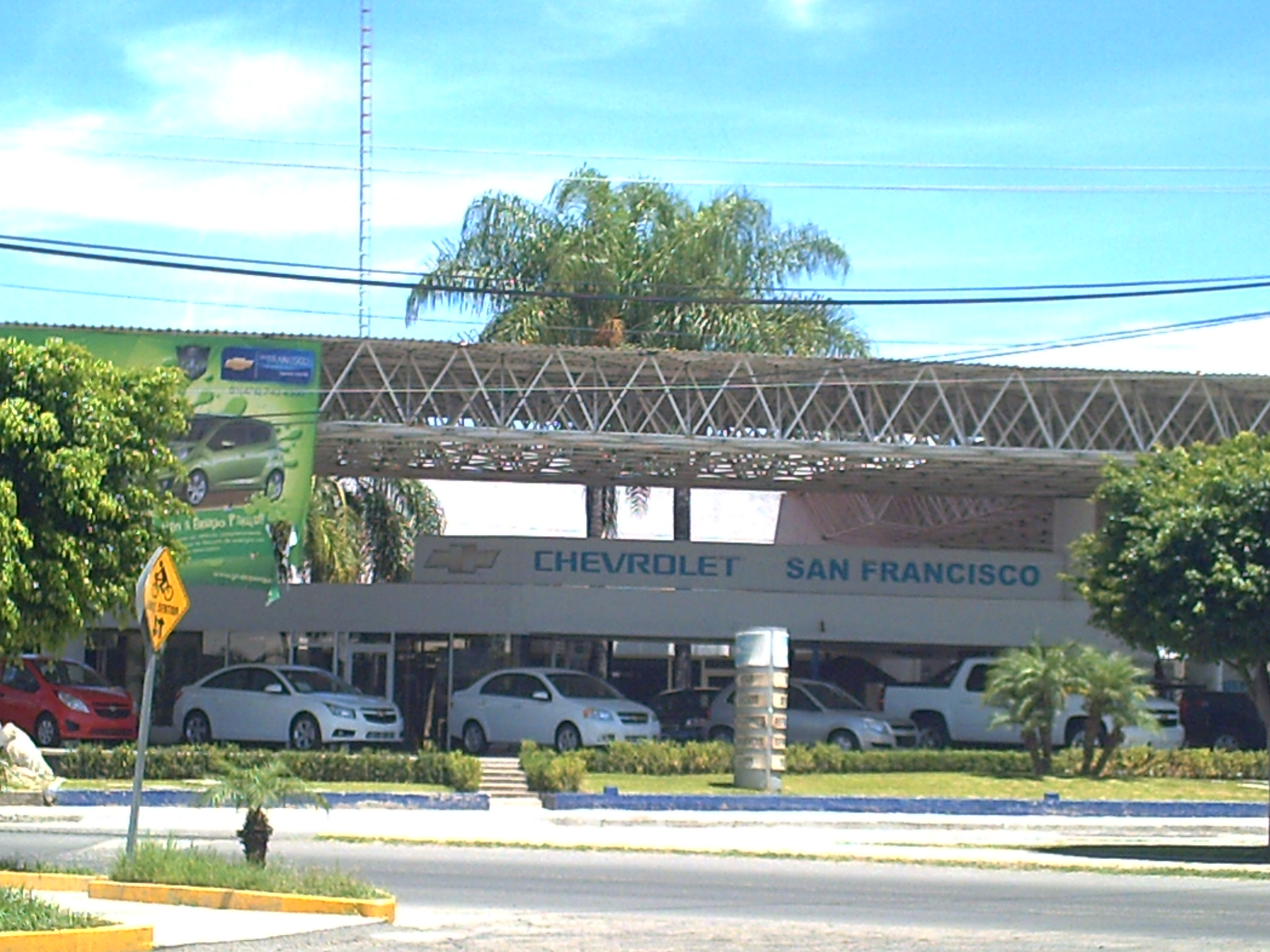
Concesionario de vehículos GM

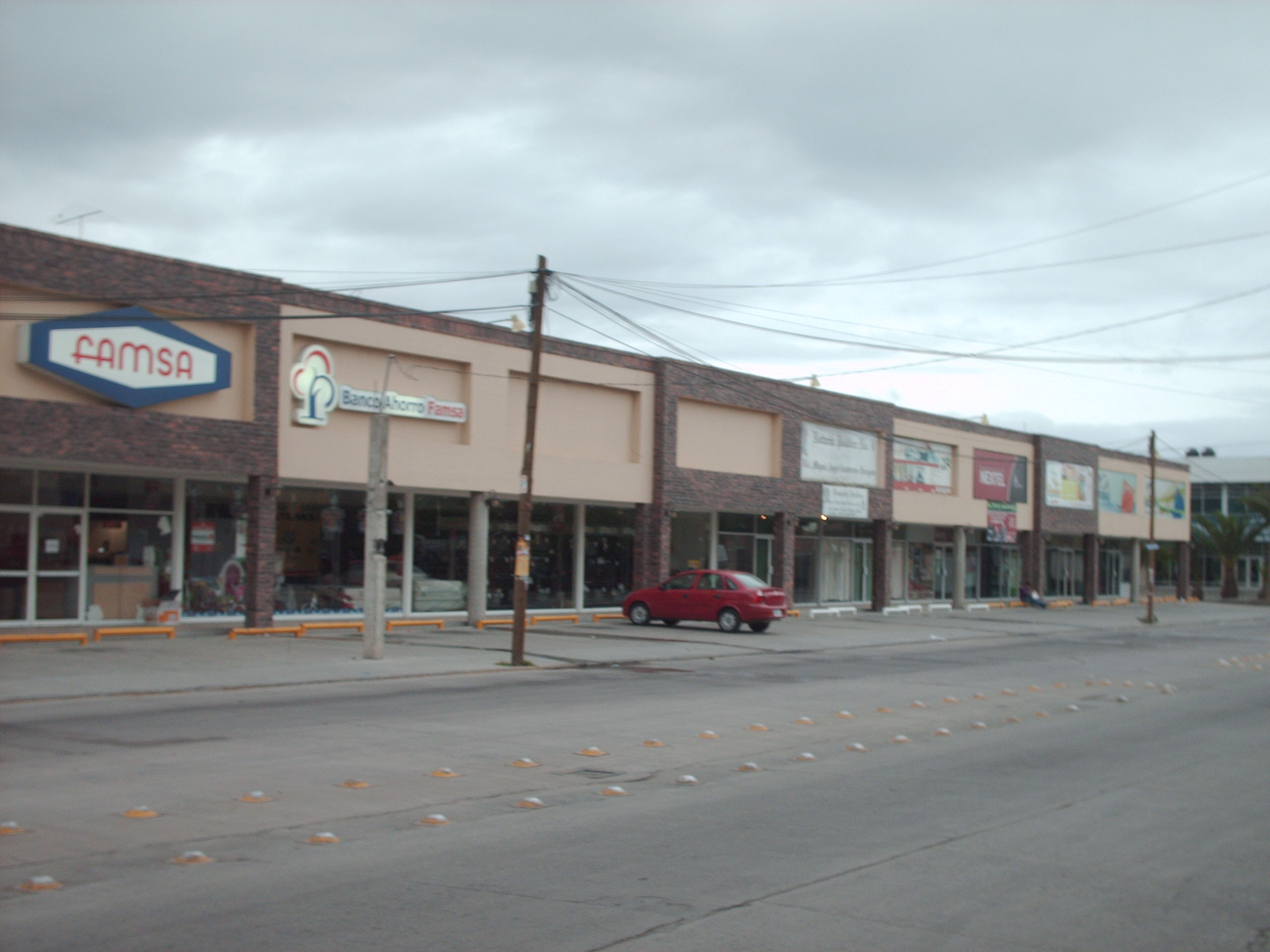
San Francisco cuenta con varios equipamientos comerciales, incluidos varios concesionarios de coches.

La industria tradicional de San Francisco del Rincón es la fabricación de sombreros, que desde la época colonial, hacia mediados el siglo XVIII, ya se fabricaban en el lugar con palma traída de la tierra caliente michoacana. Fue la industria más importante del pueblo, pues daba trabajo a la mayor parte de sus habitantes; las mujeres, sobre todo, se dedicaban a tejer las trenzas o malillas con la palma y al adorno, y los hombres hacían el resto del trabajo: planchado y ribeteado, hasta dejarlo listo para su comercialización. Cuando la palma se volvió escasa se utilizaron las fibras sintéticas, como en el presente. Este producto se exporta a varios países, además de atender la demanda nacional y doméstica.
A mediados del siglo pasado se instalaron los primeros talleres para la fabricación de calzado, industria que prosperó a pasos agigantados, al grado de desbancar a la tradicional fabricación de sombreros. La industria zapatera francorrinconesa se especializa en la producción de zapato tenis y deportivo, especialmente para futbol. Estas dos industrias son las más importantes de San Francisco, sin descuidar los servicios: bancarios, educativos, de salud, comerciales, etcétera.
En cuanto a comercio, si se toma como base el porcentaje de población en el municipio para realizar una comparación que es del 2.15% del total estatal, puede decirse que, en relación con la cantidad de población del municipio, la actividad comercial supera lo que le correspondería a esta gente con relación a la media estatal, lo que indica que el comercio en el municipio es importante.
Esta actividad comercial puede clasificarse en comercio al por mayor y al por menor, de éstas, el comercio al por menor es más importante con respecto al ingreso que genera; sin embargo, el comercio al por mayor tiene un alto valor agregado (ingresos menos insumos). En las últimas décadas, en San Francisco del Rincón se han establecido importantes tiendas de autoservicio que cubren la demanda no sólo de los pueblos del Rincón –Purísima, Cd. Manuel Doblado y el propio San Francisco-, sino que atrae clientela de los Altos de Jalisco.
El turismo ha sufrido un alza; la oferta de cuartos de hospedaje mostró un incremento del 30.76% (entre 1993 y 1999), lo que por lógica implica que una mayor cantidad de gente está requiriendo este tipo de servicios. El municipio cuenta con algunos atractivos turísticos, por lo que se trata en gran medida de turismo de negocios, debido a la importancia de la industria y comercio de la localidad.
La ciudad de San Francisco del Rincón está llamada a ser un importante centro abastecedor de una amplia porción del estado de Guanajuato y de la parte oriental del de Jalisco.
C.C de San Francisco del Rincón
Galerías Metropolitana
```
 blvd Juventino Rosas C.P 36301 : Soriana, Cinepolis,Casino Central,Burguer King,Sushi Tai,Francachela,Muebles America,Gala Diseño en Muebles,GNC,Devlin Optimart,Banco Inbursa,Banco Santander.
```

Plazarella
```
MoviCenter Cinema,Ford Autos Soni,Honda Vim motocicletas,Farmacias Guadalajara,Banco HSBC,ATI,Subway, Las Cuadradas,Frulaty Zero,Helvty ensaladas,Caffito,Bares y restaurantes.
```

Plaza Diamante
```
Famsa,Benavides,Serwin Williams,Notaria,Restaurantes.
```

Plaza Álamos
```
Nissan Torres Corzo,Lilian's Coffe,Sport Fit,Namu Sushi,Pirma,Karosso,Bajaj Motocicletas,DHL,Comercializadora de Medicamentos
```

## Sitios de interés
San Francisco del Rincón es una ciudad que destaca por la industria del calzado y el sombrero. De igual manera, el comercio y los servicios son actividades que han ido creciendo en las últimas décadas. A pesar de ser una ciudad de tradición industrial, San Francisco cuenta con varios sitios atractivos:
Zona Centro

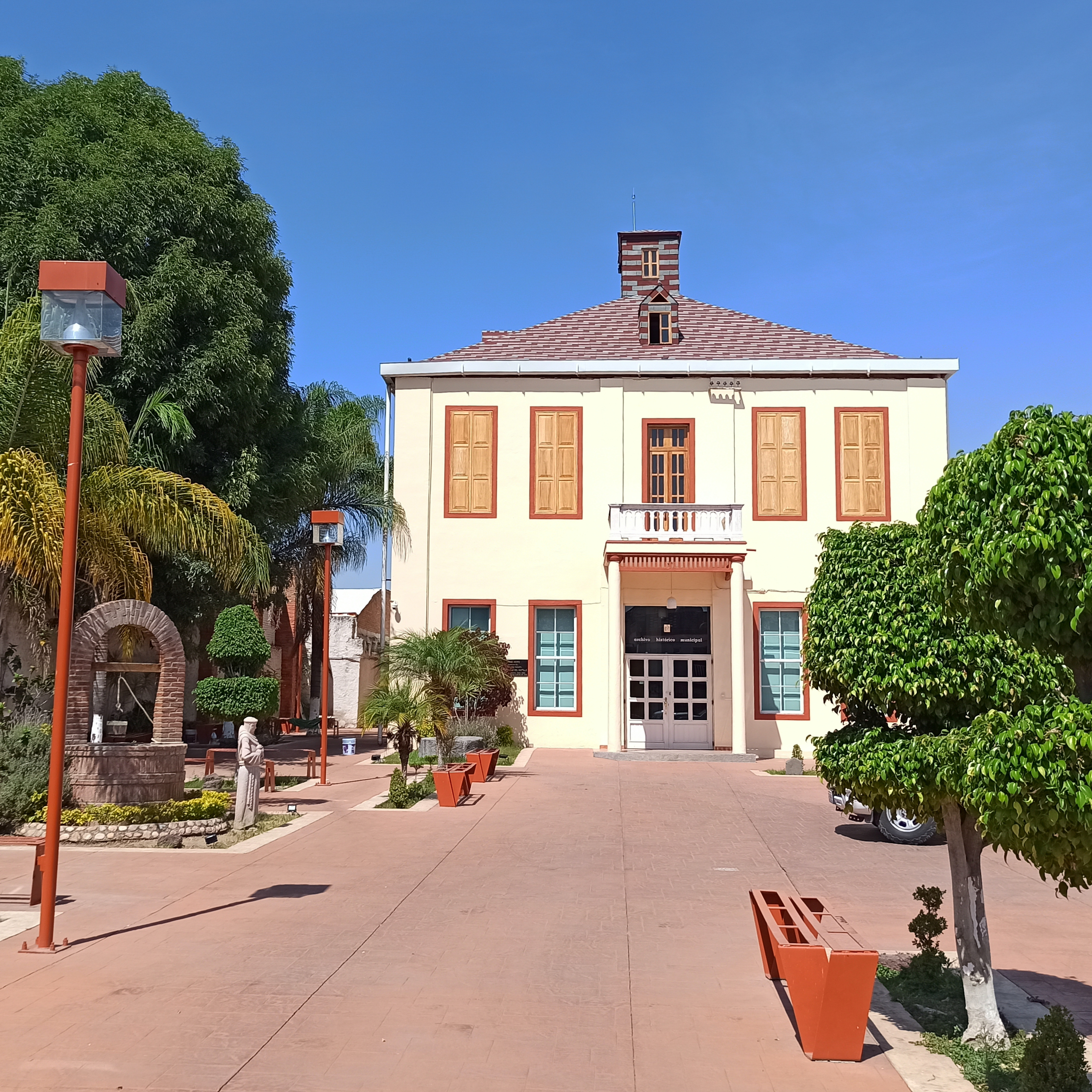
Anillo de Hierro

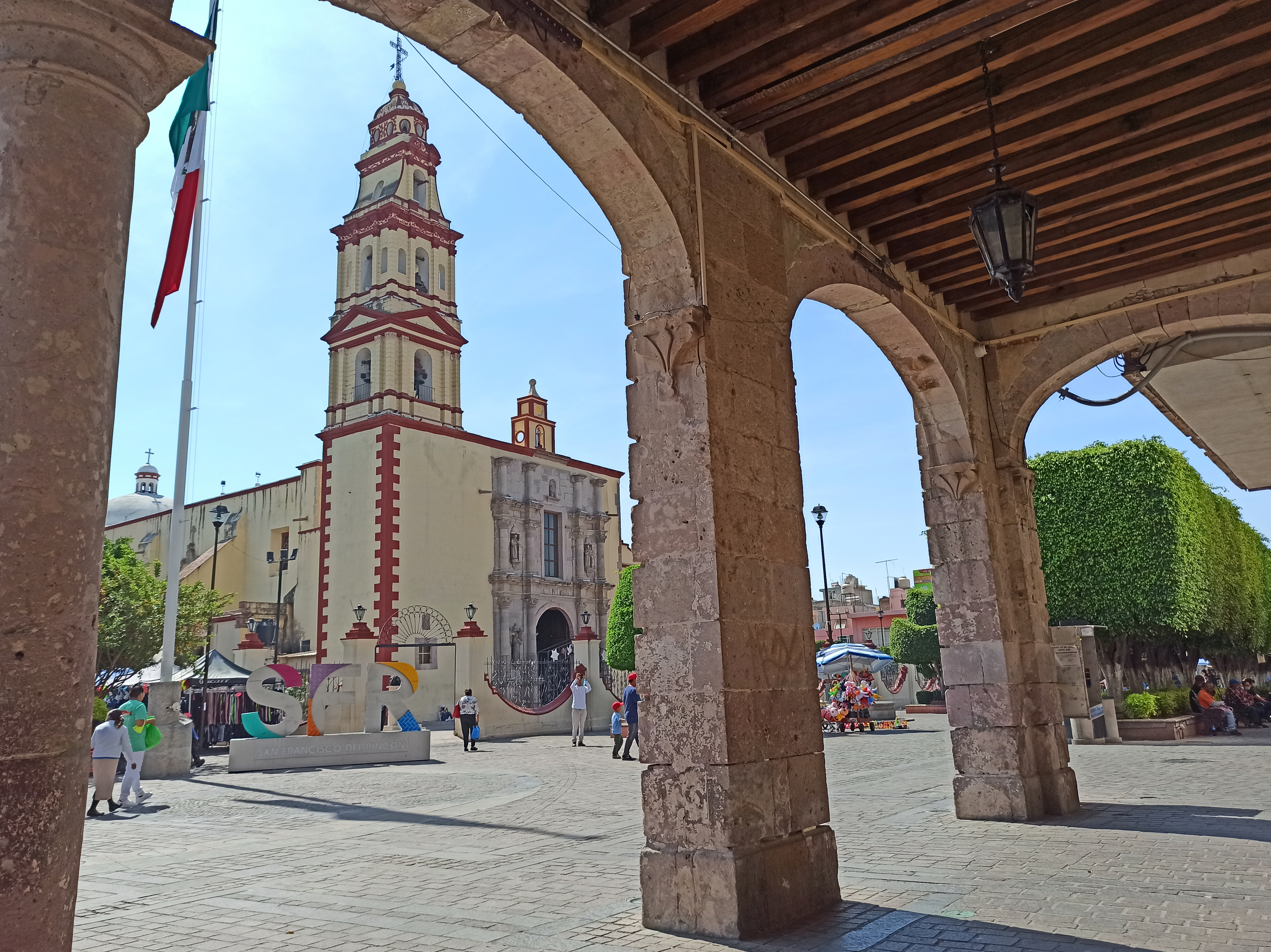
Parroquia de San Francisco

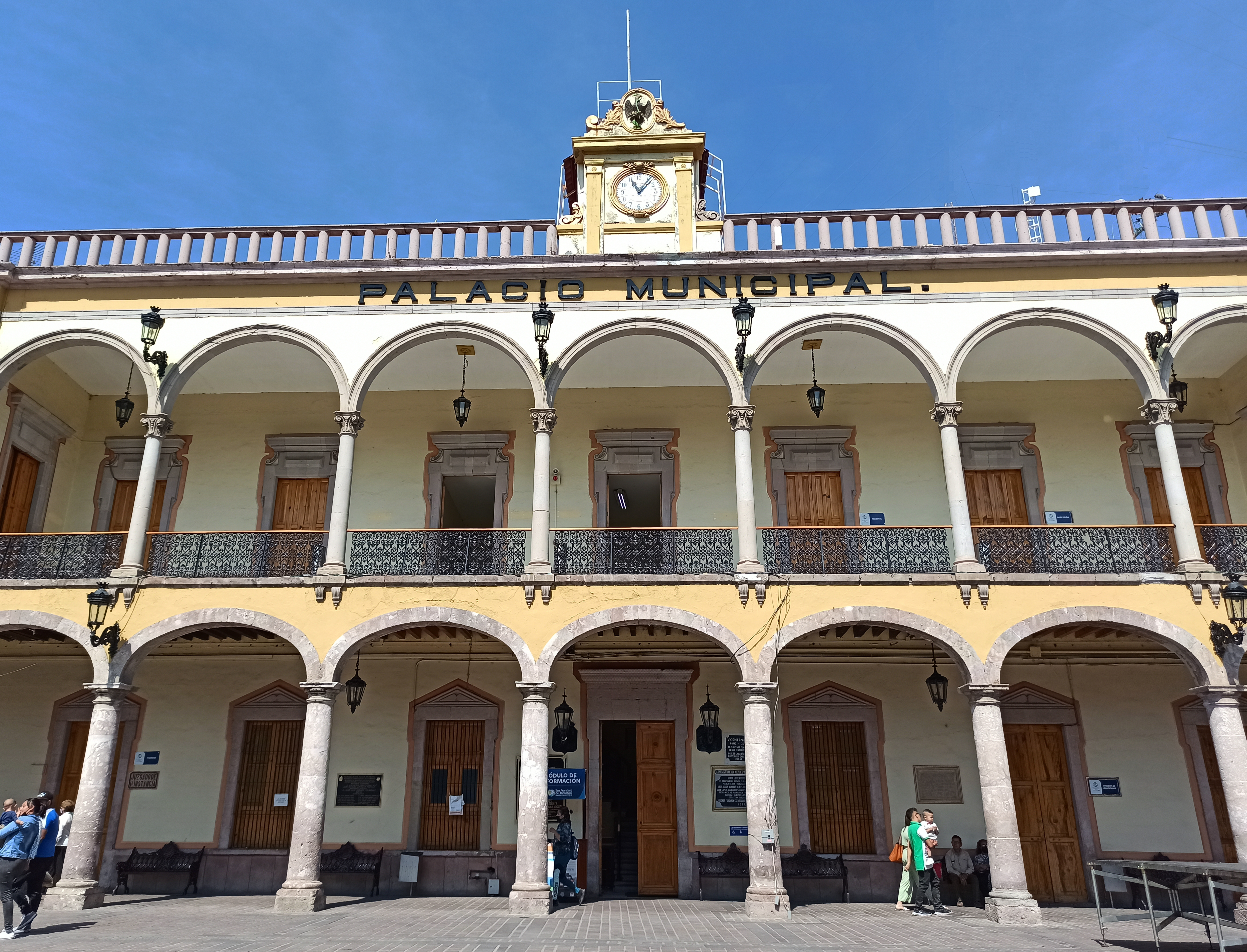
Presidencia Municipal

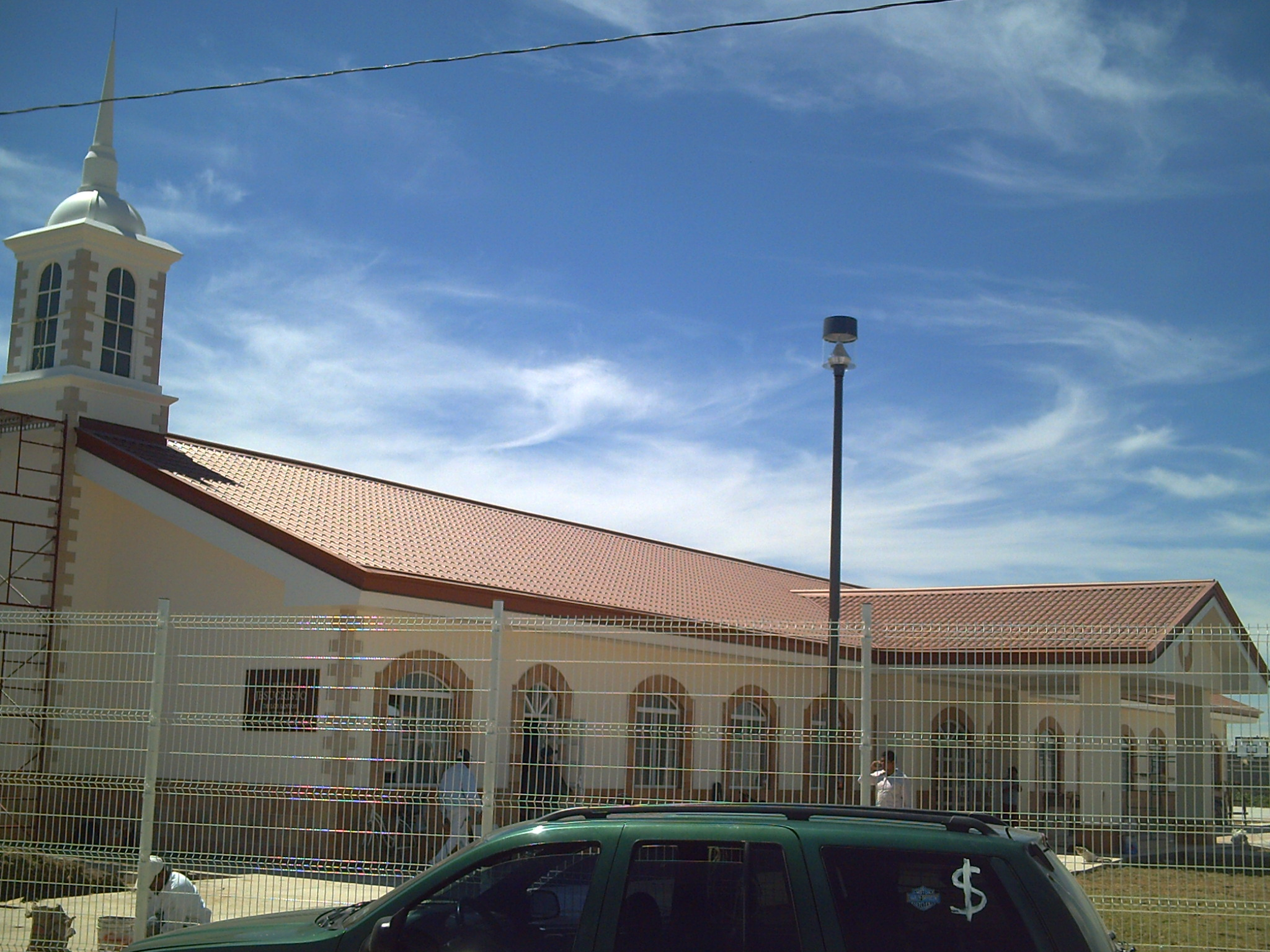
Capilla mormona

La zona Centro cuenta con edificios históricos como la Presidencia Municipal, la Parroquia de San Francisco, el Anillo de Hierro, la Plaza Peatonal, el Edificio de Correos, el Orfanatorio y varias construcciones que datan de diferentes épocas y de diferentes estilos: vernáculos, porfiristas, art decó, eclécticos, funcionalistas y posmodernos.
Ex hacienda de Santiago
Cerca del Ojo de Agua, las ruinas de una antigua hacienda que data de principios del siglo XVII muestra, por el evidente deterioro, los ladrillos y otros elementos estructurales.
Plaza de San Miguel
Una plaza ubicada en el Barrio de San Miguel en la que se establecen comercios ambulantes y fijos. Adelante de esta plaza se encuentra el Templo de San Miguel, el templo más viejo en todo San Francisco del Rincón.
Mercado Atanasio Guerrero
Centro de atracción comercial en el que se ofrecen múltiples productos como alimentos, calzado, vestido y otros. Se encuentra en una zona predominantemente comercial; cuenta con estacionamientos y explanadas para la instalación de comercios ambulantes.
Glorieta del Obelisco
Se encuentra en la calle Francisco I. Madero, en la entrada vieja de San Francisco, es una estructura de varias piedras en cuya parte inferior se encuentra grabado el escudo de San Francisco del Rincón.
Ex Glorieta del Tejedor
Se encuentra en el Bulevar Juventino Rosas, en la entrada de San Francisco del Rincón; debe su nombre a una escultura de bronce, obra del talentoso artista local Francisco Salamanca en la que se representa a un anciano tejiendo un sombrero inspirado en el famoso cuadro del artista plástico Gustavo Gordillo, también oriundo de San Francisco.
Estación del ferrocarril
Ubicada en la comunidad La Estación, a unos 100 metros de la Carretera León-San Francisco, edificio ejemplar que destaca por su antigüedad, además de su excelente estado de conservación. Este edificio se encuentra a 4 kilómetros del centro de la ciudad.
Camino Viejo
Es la antigua carretera que lleva a la ciudad León; consta de dos carriles (uno por sentido) creada en los años 1950. Su atractivo son los numerosos árboles viejos que cubren varios tramos, además de áreas de descanso y un restaurante que lleva el nombre de esta vía.
Parque del Río
En la Carretera León-San Francisco a unos metros de las instalaciones de la Feria, cuenta con múltiples áreas verdes y de juegos, además de un pequeño zoológico que alberga a varias especies animales.
Feria del Pueblo
Se encuentra en la Carretera León-San Francisco y cerca del camino a la Ex Hacienda de Santiago. En estas instalaciones se celebran la Feria del Pueblo y varios eventos de interés popular.
Barrio de Guadalupe
Es una pequeña comunidad ubicada cerca del Camino Viejo a León, centro de gran atracción para los fieles católicos que se reúnen en el templo de esta comunidad para venerar y agradecer los favores de la Virgen de Guadalupe.
Casa de la Cultura
Es un centro de enseñanza y el primero en su tipo en San Francisco. En él se enseñan diferentes artes como danza, música, pintura, dibujo y escultura. También se ofrecen eventos culturales como conciertos, obras de teatro, congresos y presentaciones tanto en su patio central como en el auditorio.
Ojo de Agua
Cuerpo de agua ubicado cerca de la Ex Hacienda de Santiago; se le llama así debido a que en su centro se encuentra un legendario remolino que, según cuentan varias leyendas, ha succionado a varias personas sin dejar rastros de las mismas. Aunque si bien estos son mitos muy populares en San Francisco y Purísima, es cierto que varias personas han fallecido ahogadas en este cuerpo de agua.

## Fiestas y tradiciones

### Gastronomía
Respecto a las comidas, las tradicionales son los tacos de aire (dorados, sin nada adentro) y los pambazos, pequeños panecillos de harina de trigo de forma oblonga, que se adoban y se fríen en aceite rellenos con alguna vianda; se sirven con guarnición de verduras y salsa al gusto. La conserva de chilacayotes almibarados y la compota de frutas son los postres más socorridos. Otro ingrediente muy popular en la gastronomía de este municipio es la cecina con enchiladas, carne seca al sol, extendida en una especie de malla de alambre antioxidable preparada con sal y limón; después de que se deshidrata se fríe en manteca de cerdo hasta quedar dorada; se acompaña de verdura rebanada, que incluye jitomate, cebolla y repollo bañado en una salsa preparada con tomate de milpa y chile seco.

### Las Iluminaciones y otras festividades
Desde antaño, los francorrinconenses han buscado la forma de divertirse, desde las veladas literarias y las kermese hasta las fiestas profanas y religiosas. Las festividades inician con el calendario civil: el 20 de enero, por la fundación de la ciudad, fecha en que tiene lugar la tradicional Quema de brujas; en mayo, y Santa Rita , en el tradicional barrio de su nombre; en junio, la festividad a la Santísima Trinidad, y a San Antonio, en el barrio de su nombre, y al apóstol San Pedro, en el de los Remedios; en julio, fiesta en la Colonia Lázaro Cárdenas y en el barrio de Santiaguito; en septiembre se celebra a San Nicolás Tolentino e inicia la Feria Anual, que culmina después del 4 de octubre, festividad del santo patrón San Francisco de Asís, con la acostumbrada mojiganga; también es importante la festividad al arcángel San Miguel, en el barrio de este nombre, acaso el más antiguo de la ciudad; igualmente se conmemora el aniversario de la lucha por la Independencia Nacional. En octubre dan inicio las tradicionales Iluminaciones, que se celebran tanto en la ciudad como en la zona rural próxima a ella, y que terminan en diciembre; consisten en la iluminación con farolitos de la calle correspondiente según el programa, en la que se celebran actos religiosos y lo tradicional en los festejos populares: vendimias, juegos mecánicos, fuegos pirotécnicos; los vecinos de esa calle invitan a familiares y amistades a degustar los tradicionales tamales, los tacos de aire o los pambazos y el ponche de frutas de la estación. En noviembre, el desfile y la fiesta popular y deportiva con motivo del inicio de la Revolución Mexicana; en diciembre, la festividad a la Purísima Concepción, la fiesta de la Virgen de Guadalupe, en el tradicional barrio de su nombre, y las Posadas. Desde 1993, San Francisco cuenta con un amplio terreno ex profeso para la tradicional feria, que desde 1899 se lleva a cabo en diciembre.

### Las brujas de San Francisco del Rincón
El relato y la leyenda comenzaron a urdirse y confundirse a partir del 31 de diciembre de 1846, cuando tomó posesión de la alcaldía francorrinconesa don José Atanasio Guerrero, un buen agricultor, oriundo y propietario de la vecina hacienda de La Sarteneja. La primera medida del eficiente y experimentado don Atanasio, que era alcalde por segunda ocasión, fue convocar de urgencia a los jueces auxiliares de toda la comprensión de San Francisco. A través de ellos se hizo llegar a la jurisdicción francorrinconesa la orden de que el domingo siguiente, 4 de enero de 1846, los vecinos debían acudir a comerciar a la plaza de San Francisco y no a Purísima, como tenían que hacerlo hasta ese momento. Como parte de los preparativos, el sábado previo se mandó quemar la abundantísima hierba que crecía en el jardín donde se iba a llevar a cabo el mercado. La leyenda dice que se hizo correr la noticia de que ese primer domingo del nuevo año iban a ser exhibidas y quemadas en leña verde dos mujeres del Barrio de la Cebolleta, que habían sido sorprendidas en plena acción de hechicería. Durante su recorrido habitual por el rumbo poniente de San Francisco, un guardia se había acercado sigilosamente a la casa de una ex amasia suya y se había asomado a mirar a través de la cerradura de la puerta. Su sorpresa había sido terrible al comprobar que allí dos mujeres, Antonia Lomeña y Jacinta Parra, llevaban a cabo una ceremonia de brujería que, además de todo, lo incluía. Mientras su ex amasia repetía su nombre junto con algunas imprecaciones, la otra, acompañada de un gato y rodeada de cabos de velas encendidos, hacía señales cabalísticas. Al guardia no le cupo duda: él iba a ser el hechizado. Asustado, corrió a avisar al alcalde, don José Atanasio Guerrero, quien inmediatamente las mandó aprehender. La historia del frustrado hechizo y la eficaz captura, cada vez mejor aderezada por el chisme, junto con la noticia de lo que iba a suceder con las brujas, cundieron como la humedad por toda esa pequeña sociedad rural, ávida de acontecimientos. Así, no es de extrañar que el día de mercado resultara efectivamente muy concurrido: gente de diversos rumbos del Rincón acudió a San Francisco para presenciar la quema de las brujas. De paso, ya ahí, había aprovechado para asistir a misa y hacer su mandado en los variados y surtidos puestos instalados en el jardín.
Transcurrido el día, sin darse mayores razones, pero sin negar el hecho, se supo que la quema había sido pospuesta para el domingo siguiente. Los vestigios de hierba quemada que muchos vieron en el jardín dieron mayor verosimilitud al relato, de modo que la nueva semana ayudó a difundir aún más la noticia y a aumentar la curiosidad. Tanto que, al domingo siguiente, hasta los pobladores de Purísima y su jurisdicción se habían sumado a las filas de visitantes de la plaza y consumidores del mercado de San Francisco. Sin embargo, tampoco hubo quema, que otra vez fue pospuesta, sin que nadie supiera por quién, para la semana siguiente.
Finalmente, al tercer domingo después del anuncio, cuando un verdadero tumulto recorría y compraba en el mercado de San Francisco, se llevó a cabo, si no la cremación, por lo menos la exhibición y desfile de ambas brujas, muy bien ataviadas con los más obvios y ostentosos implementos de su supuesto oficio: “...sirviendo de cabalgadura a una un asno de mal aspecto que tiraba la otra del ronsal, y ambas portando las insignias de su supuesta magia, cuales fueron: el gato coreográfico, algunos muñecos, unos rosarios de cabos de velas al cuello y otros a manera de penachos de plumas de pavo común en la cabeza”, pero no fueron quemadas. La tradicional quema de la bruja se realiza por la noche del día 20 de enero, aniversario de la fundación de la ciudad. Este hecho nada tiene que ver con la fundación de la ciudad en sí; desde hace muchos años hubo un acuerdo tácito de fijar esa fecha, el 20 de enero, para realizar la quema, como pudo haberse escogido cualquiera otra.